# Владан Ђорђевић (инжењер)
Владан Ђорђевић (Крушевац, 7. октобар 1938 — Београд, 15. октобар 2022) био је српски научник, публициста и академик. Ђорђевић је био редовни члан састава Српске академије наука и уметности од 23. октобра 1997.

## Биографија
Завршио је основне студије машинства на Машинском факултету Универзитета у Београду 1961, магистарске и докторске студије механичке науке на Природно-математичком факултету Универзитета у Београду 1966, постдокторску специјализацију као Хумболтов стипендиста на Универзитету Алберт Лудвигс 1969, усавршавао се као гостујући научник и Фулбрајтов стипендиста 1976. и као гостујући професор 1986. и 1988. на Универзитету Калифорније. Радио је на Машинском факултету Универзитета у Београду 1962—2004. Одржао је предавање „Хидродинамичка стабилност и путеви ка турбуленцији” у Српској академији наука и уметности 1. октобра 1998. Био је главни уредник саопштења Машинског факултета 2002—2004. и „Едиција: Живот и дело српских научника” 2002. године.
Био је генерални секретар Југословенског друштва за механику 1977—1981. и председник 1993—1997, био је председник Друштва за механику Србије 1983—1985, Европске уније за механику, Друштва за примењену математику и механику, Академије инжењерских наука Србије, Српске академије нелинеарних наука, Одбора за проучавање живота и рада научника у Србији и научника српског порекла 2002, члан председништва САНУ 2008—2010. и председник Одбор за непериодична издања Математичког института САНУ 2015. године. Добитник је награде „Проф. др. Војислав К. Стојановић” Удружења универзитетских професора и научника Србије 2007, Видовданске повеље града Крушевца 2015. и повеље за животно дело „Академик Љубомир Клерић” Одељења рударских, геолошких и системских наука Академије инжењерских наука Србије 2016.
Преминуо је 15. октобра 2022. године у Београду.